# ОШ „Петро Кузмјак” Руски Крстур
Замак Крстур је школска зграда из 1913. године и само здање веома одступа од аутентичне градње у окружењу.

## Карактеристике
На путу до Крстура су се планови које је наложила тадашња Аустроугарска измешали те је за замак стигао план изградње зграде која је предвиђена за градњу управо у планинским крајевима и зато је зграда значајно другачија у односу на грађевине које је окружују.
Национални савет Русина седиште поседује у простору овог замка, а такође се унутар њега налази и малена етнографска збирка како фотографија тако и предмета, односно занатских алата за прераду конопље од које су се израђивале мараме, платна, прекривачи и тапетарију.
Изложба традиционалних одевних предмета такође је у поменутом амбијенту приређена. Посебну пажњу привлачи девојачка спрема приликом удаје - млада тим поводом добија капу која после свадбене церемоније називају ,,фићула" и по њој се касније познаје удата жена, а када јој је девојке скидају док певајући тужне песме ,,бармоњ". ,,Бајка" је назив за горњи део ношње и удружење жена које израђује сувенире по томе је добило назив.
Доктору филозофије и свештенику, Хаврилу Костељнику, се споменик налази у дворишту замка. Он је издао граматику русинског језика 1923. године и то је званично најмлађи писани језик на свету.